# یوشیئه تایرا
یوشیئه تایرا (انگلیسی: Yoshie Taira؛ زادهٔ ۱۰ اکتبر ۱۹۵۴) بازیگر، و صداپیشه اهل ژاپن است.